# Oberhausen
Oberhausen je grad u Ruhrske oblasti u Sjevernoj Rajni-Vestfaliji. To je manji njemački grad od 218,181 stanovnika koji leži na rijeci Emscher između Duisburga i Essena. Oberhausen je svjetski poznat po svom Međunarodnom festivalu kratkog filma i zgradi Gasometer, spomeniku europske industrijske baštine.

## Povijest
Oberhausen je dobio ime po svojoj željezničkoj stanici iz 1847., godine, koja je pak dobila ime po obližnjem Dvorcu Oberhausen (Schloss Oberhausen). Novi grad utemeljen je 1862., godine, kao industrijsko središte čeličana i okolnih rudnika. Status grada dobio je 1874. godine, još pri kraju 19. stoljeća progutao je okolna naselja. 1929., godine progutao je i obližnje gradiće Sterkrade i Osterfeld. 
Za vrijeme Drugog svjetskog rata, veliki industrijski pogoni
Ruhrchemie AG (pogoni za proizvodnju sintetičkih ulja) ( Oberhausen-Holten ili Sterkrade / Holten) bili su meta savezničkih zračnih napada, američke zračne snage razorile su pogone 4. travnja 1945.
Oberhausen je uglavnom imao rudarstvo i proizvodnju čelika, sve je to radilo do 1960., Posljednji rudnik ugljena zatvoren je 1992. godine, a velika Thyssenova valjaonica željeza i čelika zatvorena je 1997. godine (to je značilo gubitak više od 50.000 radnih mjesta). 1981. godine, zatvorena je i Tvornica cinka Altenberg (Zinkfabrik Altenberg) a njene pogone preuzeo je 1984. godine Rheinisches Industriemuseum (Muzej Industrije Porajnja) koji je otvoren 1997. godine.
Od 1954. u gradu se održava Međunarodni festival kratkog filma Oberhausen, 1982. godine organizatori festivala dobili su nagradu Deutscher Filmpreis za svoj rad.

## Industrija i stanovništvo
Slom industrije, izazvao je i pad broja stanovnika, i starenje stanovništva. Ono danas izgleda ovako: od 0-18 = 18,2%, od 18-64 = 62.9%, a od 65 godina = 18,9%, stopa nezaposlenosti iznosi 13,2% (siječanj 2007.). Broj stranaca je 12,4%. 
Danas se Oberhausen nastoji obnoviti oslanjajući se na svoju kemijsku i strojarsku industriju, te obrazovanje.

## Promet
Oberhausen je izvrsno povezan brojnim autocestama s ostalim njemačkim i europskim gradovima.
- A2 (E34) (Oberhausen - Dortmund - Bielefeld - Hannover - Magdeburg - Berlin)
- A3 (E35) (Arnhem - Oberhausen - Köln - Frankfurt -  Würzburg - Nürnberg - Passau - Linz)
- A40 (Ruhrschnellweg, Venlo - Duisburg - Essen - Dortmund)
- A42 (Emscherschnellweg, Kamp-Lintfort - Oberhausen - Gelsenkirchen - Dortmund)

## Gradovi prijatelji
- - Middlesbrough (Ujedinjeno Kraljevstvo) 1974
- - Zaporožje (Ukrajina) 1986.
- - Freital (Njemačka) 1990.
- - Iglesias (Sardinija, Italija) 2002.
- - Carbonia (Sardinija, Italija) 2002.
- - Mersin (Turska) 2004.

## Šport
Oberhausen ima oko 250 sportskih klubova. Lokalni nogometni klub Rot-Weiss Oberhausen trenutno igra u drugoj ligi.

## Vanjske poveznice
- Službene stranice grada Oberhausena (engl.), (njem.)
- Stranice povijesti Oberhausena (engl.), (njem.)